# Bismarckturm (Aabenraa)

Ansichtskarte, 1905

Der Bismarckturm auf dem Knivsberg in Aabenraa (deutsch Apenrade) zählte mit 45 m Höhe zu den größten Denkmälern im Deutschen Reich. In einer Nische befand sich ein sieben Meter hohes Bismarck-Standbild.

## Geschichte

Ansichtskarte, 1899

Ansichtskarte, 1902

Initiator war insbesondere Michael Jebsen (1835–1899), erster Vorstandsvorsitzender der Knivsberggesellschaft. Die Grundsteinlegung erfolgte am 4. August 1895. Der Entwurf des Bauwerks stammte vom Architekten Friedrich Möller (1864–1904). Am 4. August 1901 fand die Einweihung des Turmes statt. In zeitgenössischer Überhöhung wurde der Bismarckturm auch als „Nationaldenkmal“ bezeichnet.
Der aus Granitsteinen bestehende Turm war begehbar als Aussichtsturm. In einer Nische befand sich bis 1919 das Standbild. Unterhalb der Statue befanden sich der deutsche Reichsadler und das Wappen Schleswig-Holsteins mit der Inschrift „Up ewig ungedeelt“, oberhalb die Inschrift „Wir Deutsche fürchten Gott, aber sonst nichts in der Welt“ und die Jahreszahl „1864“ des Deutsch-Dänischen Krieges, aus dem Preussen und Österreich als Sieger hervorgingen.

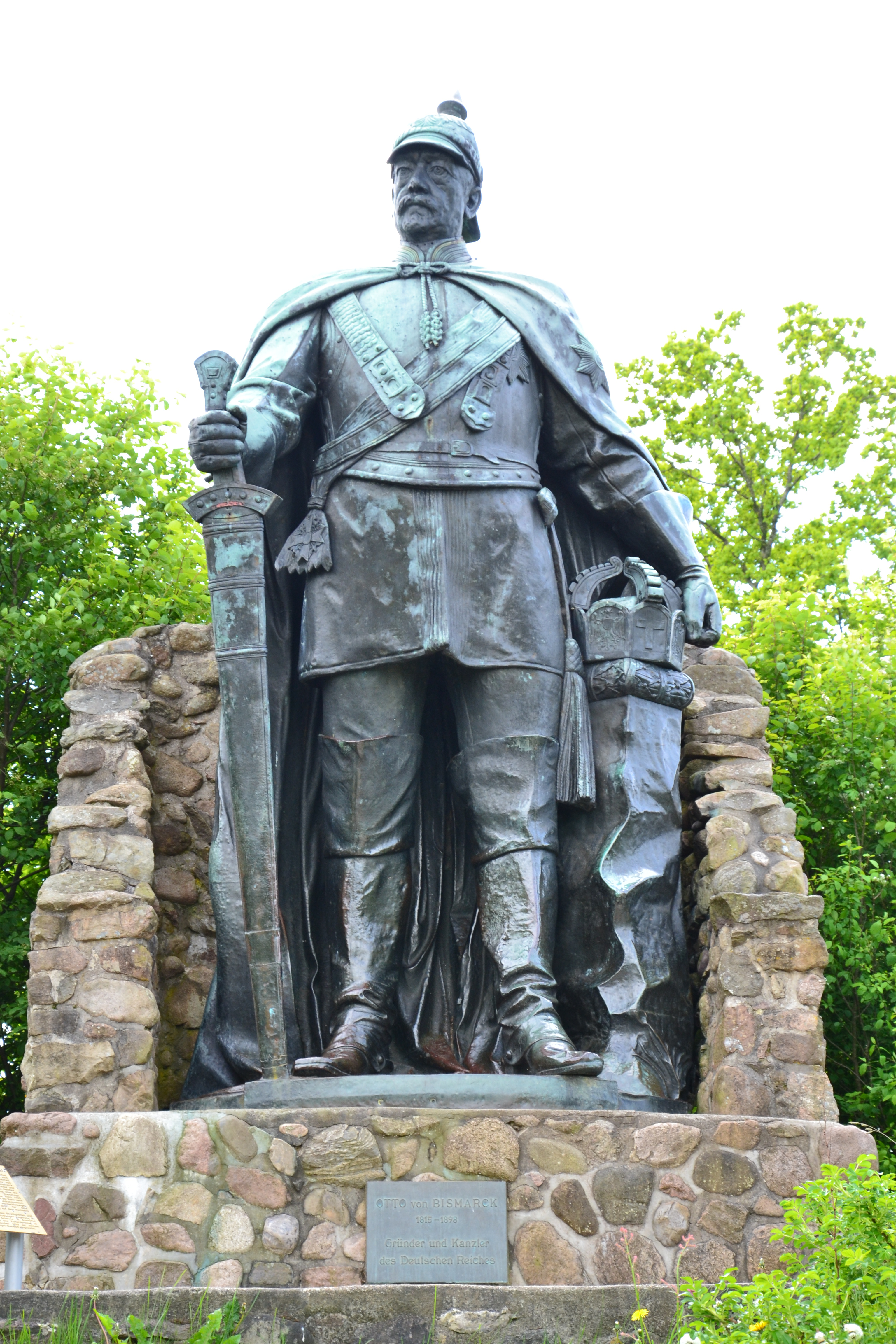
Standbild auf dem Aschberg (seit 1930)

Das von Adolf Brütt (1855–1939) modellierte Standbild wurde am 13. Mai 1919 abgebaut und in Rendsburg eingelagert. 1920 kam Aabenraa mit Nordschleswig aufgrund der Volksabstimmung in Schleswig wieder nach Dänemark. Das Standbild wurde 1930 gut 100 km weiter südlich auf dem Aschberg südlich von Ascheffel wieder aufgestellt.
Bevor sie nach dem Ende der deutschen Besetzung Dänemarks ihre Waffen abgeben mussten, sprengten ehemalige Widerstandskämpfer am 16. August 1945 den Turm.